# トム・リッチー
トム・リッチー（Tom Ritchey、1956年 - ）はリッチーの創始者。元ロードレース選手で同時に優れたフレームビルダーである。ゲイリー・フィッシャー、ジョー・ブリーズとともにマウンテンバイク創始者の一人とされる。
自転車競技ではかなりの強豪でジュニアクラスでありながら大人と対等に渡り合っていた事から「シニア・スレイヤー」の異名で知られていた。すでに10代の頃からフレームろう付けの技術を身につけており、マウンテンバイクのフレームを作る以前はロードバイク、シクロクロスなどのフレームを製造し、塗装まで請負っていた。マウンテンバイクの製造を始めたのはフィッシャーからの依頼で作り出し、フィッシャーが会社を興すとフレーム製造を受け持つ事になる。　
そしてフィッシャーと袂を分かってからは自らのブランドであるリッチー社を設立。高品質なフレーム、コンポーネントを製造する事になる。1980年から1984年まではTIG溶接技術も身につけ毎年400以上のフレームを制作した。リッチーのフレームは競技指向の軽量なことで知られていた。当初はTangeのチューブを使い自らフレーム作製を行っていたが、規模が拡大すると日本の東洋フレームに量産製造を依頼するようになった。
また彼はアイデアマンでもあり、1990年代には前2段、後9段の変速機を備える「ツーバイナイン・システム」、クロムモリブデン鋼フレームに内蔵式リアサスペンションを組み込みクロモリの弾力性を活かした「ソフトテイル」など独創的な発案をしている。また最近では飛行機輪行の可能性に着目し、軽量でありながら分割可能なデモンターブル「ブレイクアウェイ」を考案している。
また社会活動としてルワンダの復興のための支援活動「プロジェクト・ルワンダ」を主催している。